# Tommaso Natale-Cardillo
Tommaso Natale-Cardillo è la quarantottesima unità di primo livello di Palermo, formata da due aree, Tommaso Natale e Cardillo, site nella zona nord della città. Il quartiere ricade nella VII Circoscrizione. Ha una superficie di 7,816140 km².

## Descrizione

### Tommaso Natale
Tommaso Natale si trova tra i quartieri di Mondello, Sferracavallo e Partanna Mondello, confinando col comune di Torretta tra le falde di Monte Gallo e quelle di Monte Billiemi. Da alcuni anni è stato aperto uno svincolo autostradale proprio all'altezza del quartiere che prende il suo nome.
La toponomastica del sito trae origine in onore del marchese di Monterosato Tommaso Natale, noto giurista e filologo palermitano che era proprietario della villa tuttora esistente. Il prospetto della parrocchia di S. Giovanni Battista si deve all'architetto Francesco Paolo Palazzotto nei primi anni del XX secolo.
Tommaso Natale fa parte della Piana dei Colli, la zona a nord della città di Palermo in cui nobili e ricchi borghesi edificarono ville, a partire dalla fine del XVII secolo. Fu proprio attorno al baglio del giurista Tommaso Natale che si sviluppò l'abitato ed è il motivo per cui venne intitolato a lui il quartiere.

### Cardillo

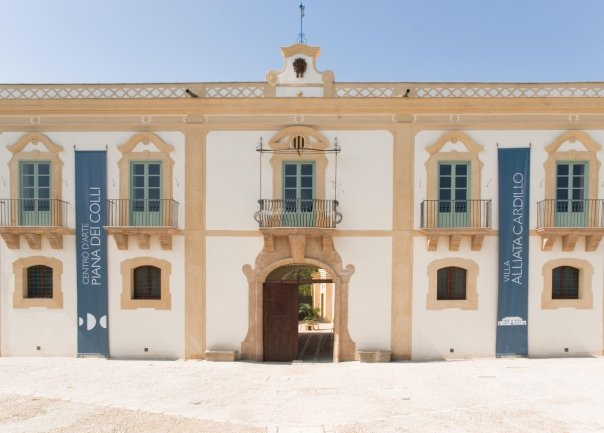
Villa Alliata Cardillo

L'area del quartiere denominata Cardillo invece, è conosciuta soprattutto per la Stazione di Cardillo-Zen (posta sulla linea per Trapani) e per la Villa Alliata Cardillo, originariamente un baglio, trasformato nella seconda metà del Settecento in residenza di villeggiatura oltre che centro di produzione agricola. Nella zona è presente la chiesa di Santa Silvia; vi è, inoltre, un centro commerciale. Il nome si deve a Domenico Cardillo, magistrato palermitano insignito nel 1772 del titolo di marchese.

## Filmografia
- Il Gattopardo a Villa Boscogrande nel 1962
- La baronessa di Carini a Villa De Cordova nel 2007